# Custodia (liturgia)

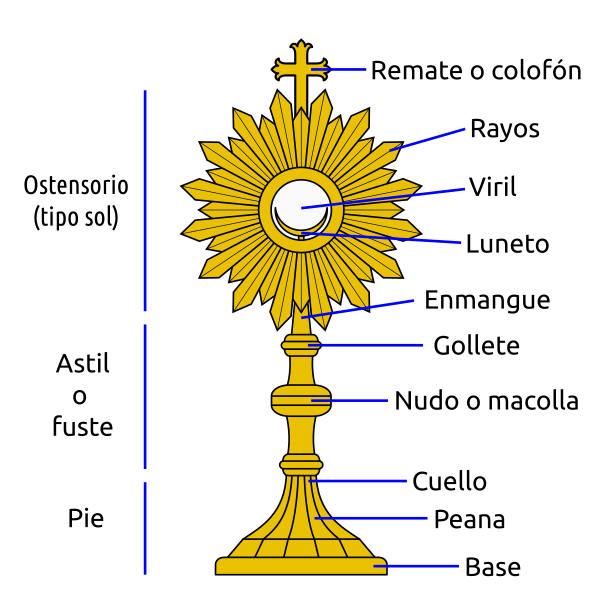
Partes de una Custodia modelo sol.

A la custodia se le llama también ostensorio u ostensorium (del latín ostendere, 'mostrar'). En la religión católica, es la pieza de oro o de otro metal precioso, donde se coloca la hostia, después de ser consagrada, para adoración de los fieles (creyentes).
Sus formas son distintas, pero una de las más comunes es la de sol, de cuyo origen se tienen discrepancias. 

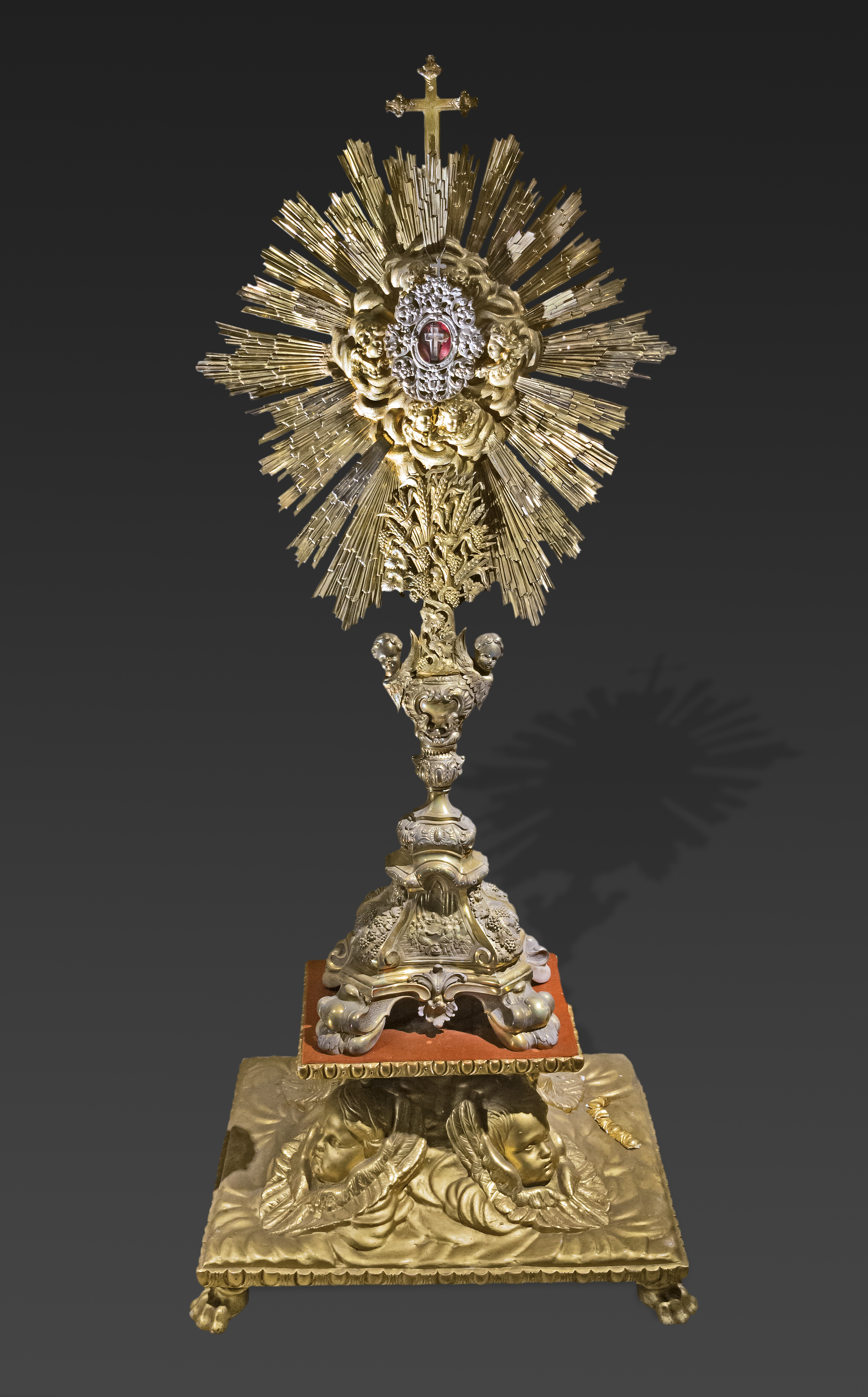
Custodia modelo sol

## Historia
Tienen su origen en la institución de la fiesta llamada del Corpus a mediados del siglo XIII. Pero es muy raro encontrarlas antes del siglo XIV y no se fijan sus formas sino desde ya entrado el siglo XV. Se emplearon para dicho objeto al principio imágenes, cruces, relicarios y ciborios acomodándolos a su nuevo destino. Pero desde mediados del siglo XV se adoptó la forma de torrecilla o templete ojival (casi siempre de plata) erizado de pináculos y sostenido por una base artística quedando en medio una lúnula o viril de plata u oro para colocar en él visiblemente la hostia. En la época del Renacimiento se construyeron asimismo en forma de templete pero de estilo romano y desde fines del siglo XVI se empiezan a dar las que hoy están más en uso en forma de sol radiante, las cuales en el siglo XVIII llevan círculos de cabecitas de ángeles rodeando al viril central. En España, se estableció a mediados del siglo XV la costumbre de procesionar sobre una carroza o ricas andas y sobre un trono en forma de torre la custodia propiamente dicha.

## Custodias destacadas

### España

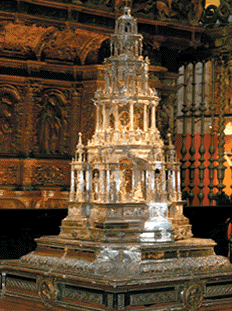
Custodia de asiento de la Catedral de Ávila, de Juan de Arfe.

En España se denomina también "custodia" a un tipo de pieza de orfebrería, en forma de torre de regular altura, en la que se entroniza para ser procesionada la custodia propiamente dicha. Para diferenciarla de ésta, se la suele llamar también custodia de asiento. Las mayores y más artísticas custodias de asiento se encuentran en las catedrales de España y entre ellas, destacan las de la familia Arfe de orfebres españoles de origen alemán. Enrique de Arfe es el autor de la más famosa, la de Toledo, así como la de la Mezquita-Catedral de Córdoba, su hijo Antonio de Arfe realizó la de la Catedral de Santiago de Compostela y la Custodia de Medina de Rioseco, mientras que su nieto, Juan de Arfe, labró las de Ávila (de formas achatadas), la de Sevilla (que mide más de tres metros y tiene como temática la teología) y la de Valladolid, todas ya en estilo plateresco. Las ya mencionadas de Toledo y Sevilla junto a la de Baeza, se consideran las más importantes de España por su valor artístico, siendo la última realizada por el Antequerano Gaspar Núñez de Castro y la única de estas características que procesiona a hombros de portadores u horquilleros, detalle que le otorga gran vistosidad y devoción a la fiesta.  
Otra custodia muy notable pero desafortunadamente desaparecida durante la guerra civil española fue la del valenciano Monasterio de San Jerónimo de Cotalba realizada por Antonio Sancho de Benevento en 1548, considerada uno de los mejores ejemplos de orfebrería del renacimiento español.  
Además de las célebres custodias citadas, sobresalen entre las españolas: 
- La de Vich por su antigüedad, que data del 1413.
- La de la Catedral del Salvador de Zaragoza (la Seo), hecha en plata por Pedro Lamaison entre 1537 y 1541, con modelos del magnífico escultor Damián Forment.
- La de la catedral de Baeza por su elegancia y curiosidad en la ejecución (realizada con las donaciones de cubiertos de plata de los baezanos tras la desaparición de la anterior en un incendio en la S.I. Catedral de Baeza en 1691)
- La de la Catedral de Barcelona, de la que forma parte el trono de Martín el Humano.
- La de la Catedral de Cádiz, obra barroca de Antonio Suárez en plata de ley que alcanza con su carroza los cuatro metros de altura.

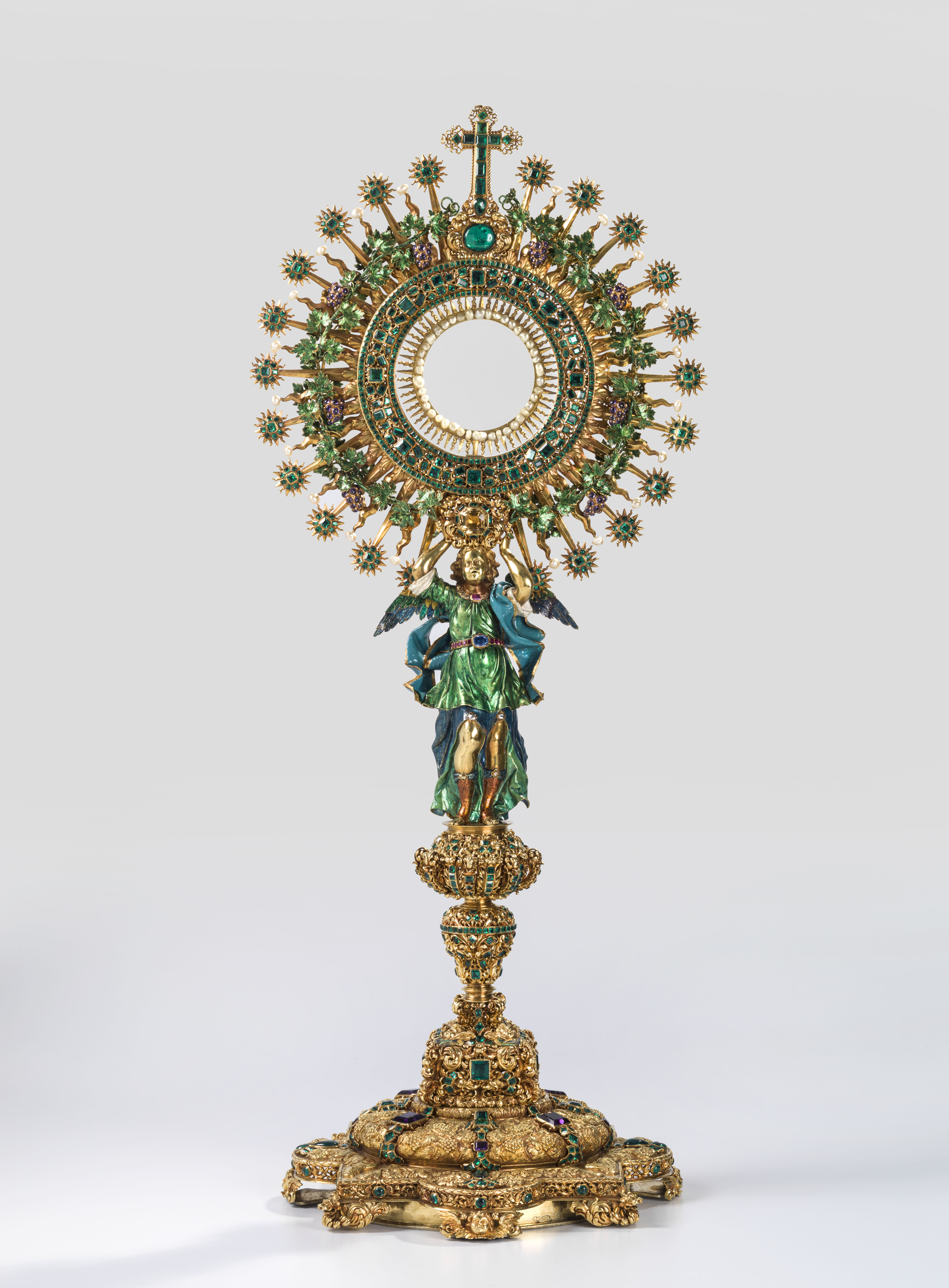
Custodia de la Iglesia de San Ignacio de Bogotá, “La Lechuga”

### Colombia
En Bogotá - Colombia, son notables las custodias coloniales de la Colección de Arte del Banco de la República. Una de ellas, conocida popularmente como «La Lechuga», fabricada por José de Galaz en 1707, está adornada por 1.485 esmeraldas, 1 zafiro, 13 rubíes, 28 diamantes, 62 perlas barrocas y 168 amatistas.